# 劉湘客
劉湘客（?—?），陝西富平人。
明末諸生，何剛以薦舉為職方主事，未及行而北京陷。隆武時任御史，永曆時改授翰林院編修。永曆二年（1648年）依附李元胤，與金堡、袁彭年、丁時魁、蒙正發號稱南明五虎，是為「虎皮」。著有《行在陽秋》，專記永曆朝事。